# Ernst Jean-Joseph
Ernst Jean-Joseph (ur. 11 czerwca 1948, zm. 14 sierpnia 2020) – haitański piłkarz grający na pozycji pomocnika.

## Kariera klubowa
Podczas kariery piłkarskiej Ernst Jean-Joseph grał w Violette AC.

## Kariera reprezentacyjna
W reprezentacji Haiti Ernst Jean-Joseph grał w latach siedemdziesiątych i na początku osiemdziesiątych.
Uczestniczył w eliminacjach do mundialu w 1974. Eliminacje zakończyły się sukcesem w postaci awansu do mistrzostw świata. Wygranie eliminacji MŚ 1974 oznaczało równocześnie wygranie Mistrzostwo strefy CONCACAF 1973, gdyż obie imprezy były ze sobą połączone.
Podczas mistrzostw świata 1974 w RFN Ernst Jean-Joseph zagrał w meczu z reprezentacją Włoch.
Uczestniczył w eliminacjach do mundialu 1978 w Argentynie, jednakże reprezentacja Haiti przegrała rywalizacje o awans z Meksykiem. Zajmując drugie miejsce w eliminacjach, reprezentacja Haiti zdobyła tytuł wicemistrza strefy CONCACAF 1977.
Ernst Jean-Joseph grał w eliminacjach do mundialu w Hiszpanii, jednakże reprezentacja Haiti przegrała rywalizacje o awans z Salwadorem i Hondurasem.